# Waldemar van Pruisen (1817-1849)

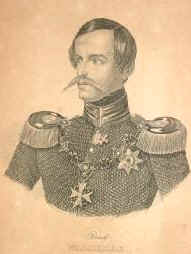
Prins Waldemar

Frederik Willem Waldemar (Berlijn, 2 augustus 1817 - Münster, 17 februari 1849), Prins van Pruisen, was een Pruisisch militair en reiziger.
Waldemar was de jongste zoon van prins Willem van Pruisen, een broer van Frederik Willem III, en van Maria Anna van Hessen-Homburg, een dochter van van landgraaf Frederik V. Van zijn vijf oudere broers en zusters overleefde alleen de latere admiraal Adalbert zijn kindertijd. Zijn jongste zuster Marie was koningin van Beieren.
Hij trad zoals gebruikelijk al vroeg in dienst en bracht het tot kolonel. Zijn drang verre landen te zien leidde hem naar de Middellandse Zee, naar Zuid-Amerika en in 1844 in India, waar hij via Calcutta en Hindoestan naar de Himalaya trok. Zijn reis kwam tot een einde door de Eerste Sikh-oorlog. In de Slag bij Ferozeshah (21/22 december 1845), waarvan hij de eerste dag meemaakte, werd zijn begeleider en jeugdvriend Werner Hoffmeister dodelijk getroffen door een kogel. De Britse bevelhebber Hugh Gough verzocht Waldemar daarna dringend terug te keren. In Duitsland werd hij op 9 maart 1848 bevelhebber van de dertiende cavaleriebrigade te Münster. Verzwakt door de ontberingen van de reis en het Indiase klimaat stierf hij aldaar op 17 februari 1849.
Enige jaren na zijn dood verscheen een reisverslag, samengesteld uit zijn dagboeken en tekeningen, Zur Erinnerung an die Reise des Prinzen Waldemar von Preußen nach Indien 1844-1846 (Berlijn 1855). Van Hoffmeister verscheen Briefe aus Indien. Von Dr. W. Hoffmeister, Arzt im Gefolge Sr. Königl. Hoheit des Prinzen Waldemar von Preußen (Brunswijk 1847).